# Амвросій (значення)
Амвросій — чоловіче ім'я, яке походить від грецького слова ambrosios, що означає «належить до безсмертних», «богоподібний»; пор. амброзія, їжа богів.

## Відомі носії імені
- Святий Амвросій Медіоланський
- Св. Амвросій Траверсарі, також відомий як Амвросій Камальдолійський, (1386—1439), італійський чернець і теолог
- Амброуз Акінмусіре (нар. 1982), нігерійсько-американський джазовий трубач
- Амброз Бірс (1842—1913), американський письменник
- Амброз Бернсайд (1824—1881), американський генерал і тезка бакенбардів
- Амброз Мандвуло Дламіні (1968—2020), свазійський політик і бізнесмен
- Амброз Гейнс IV (нар. 1959), американський плавець, більш відомий як Роуді Гейнс
- Джон Амброз Флемінг (1849—1945), англійський електротехнік і фізик. Винайшов перший термоелектронний вентиль або вакуумну трубку, сконструював радіопередавач, за допомогою якого була здійснена перша трансатлантична радіопередача, встановив правило правої руки, яке використовується у фізиці.
- Амброз Гатчісон (1856—1932), гавайський лідер поселення прокажених Калаупапа
- Амброз О'Браєн (1885—1968), канадський промисловець
- Амброз Пейдж (1723—1791), суддя адміралтейства Род-Айленда, який відмовився від призначення на посаду помічника судді Верховного суду Род-Айленда
- Амброз Смолл (1863—1919), канадський театральний магнат
- Амброз Таррант (1866—1938), австралійський гравець у крикет
- Амброз Паррі, псевдонім шотландських письменників Кріса Брукміра та Маріси Гецман

## Ембі
- Ембі Берфут (нар. 1946), американський бігун на довгі дистанції та журналістка
- Ембі Фогарті (1933—2016), ірландський футболіст
- Ембі МакКоннелл (1883—1942), американський бейсболіст
- Ембі Паливода (1909—1999), американський аніматор українського походження.